# My Love Mine All Mine
"My Love Mine All Mine" é uma canção da cantora e compositora nipo-americana Mitski. Lançado como o terceiro single de seu sétimo álbum de estúdio, The Land Is Inhospitable and So Are We, em 15 de setembro de 2023, a música apresenta uma combinação de piano com influências country e guitarra pedal steel. As letras expressam um profundo desejo de Mitski, pedindo à Lua que leve seu amor quando ela partir e o faça brilhar de volta para a Terra.
Após fazer sucesso no TikTok, "My Love Mine All Mine" se tornou um marco comercial para Mitski, marcando sua primeira entrada na Billboard Hot 100, onde alcançou a 26ª posição, e na UK Singles Chart, onde atingiu a oitava posição. A canção recebeu numerosos elogios da crítica, muitos dos quais a consideraram a melhor música de The Land Is Inhospitable and So Are We e uma das melhores de 2023. O videoclipe da música, lançado no mesmo dia que o álbum, foi dirigido por AG Rojas e apresenta Mitski construindo uma torre de cadeiras sobre um ovo antes de escalá-lo.

## Contexto, lançamento e composição

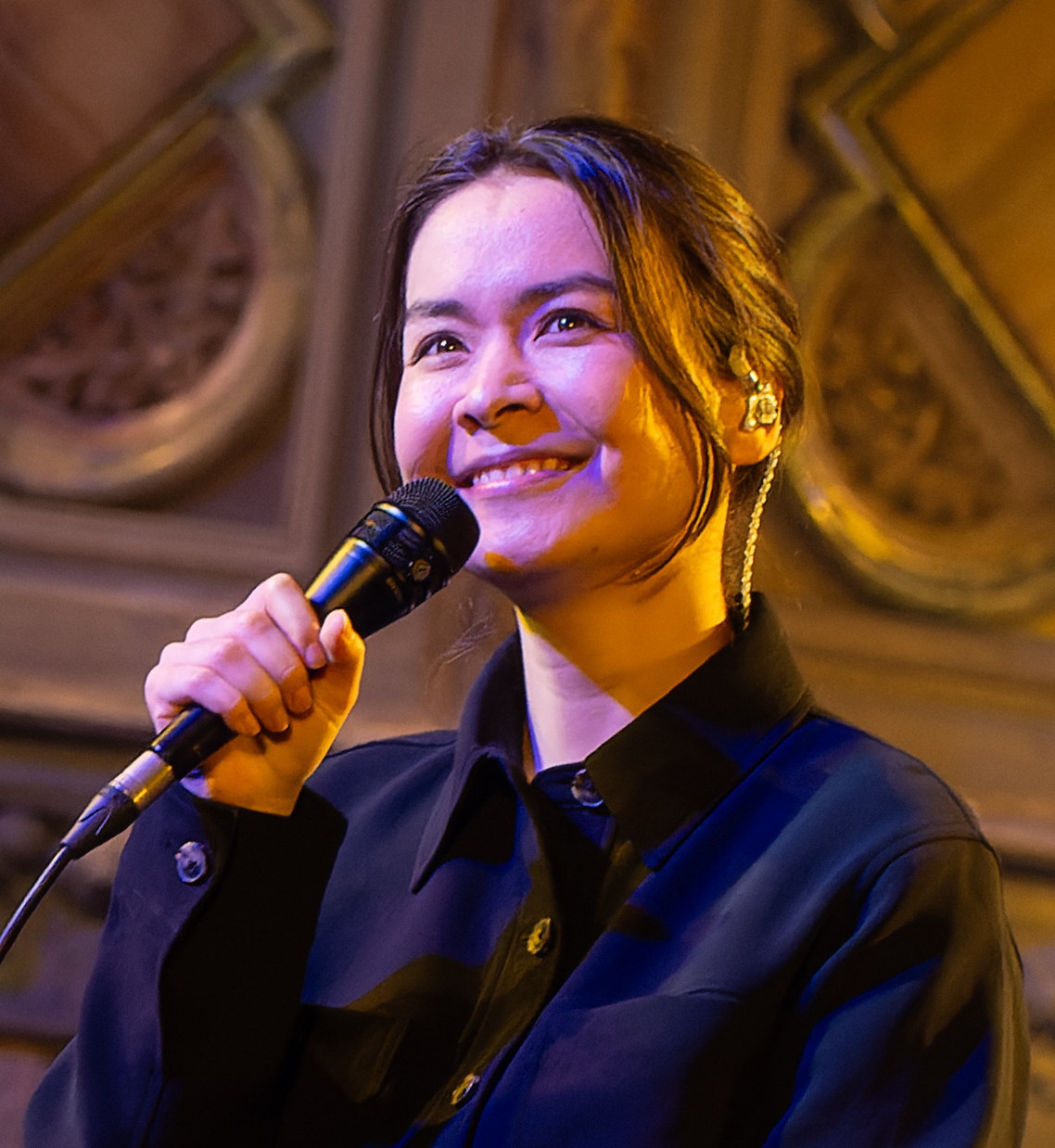
Mitski se apresentando em 2023

"My Love Mine All Mine" aparece como a sétima faixa do sétimo álbum de estúdio de Mitski, The Land Is Inhospitable and So Are We, lançado pela Dead Oceans em 15 de setembro de 2023. Mitski já era amplamente reconhecida entre críticos musicais e no cenário indie antes de seu single de 2018, "Nobody", se tornar viral no TikTok em 2020. Esse sucesso ajudou a consolidar sua carreira comercial, especialmente com o lançamento de seu sexto álbum, Laurel Hell (2022). A artista fez pouca promoção para The Land Is Inhospitable and So Are We ou para "My Love Mine All Mine", exceto por um vídeo explicativo sobre a letra da canção para o Genius. Após o lançamento do álbum, "My Love Mine All Mine" fez sucesso no TikTok, onde serviu de trilha sonora para mais de 300 mil vídeos até outubro de 2023, nos quais os usuários discutiam suas experiências com o amor.
"My Love Mine All Mine" foi escrita na tonalidade de Lá bemol maior, com um tom de concerto de A434. A música tem um ritmo de 57 batidas por minuto, e os vocais de Mitski variam de Mi♭3 a Fá4, sendo acompanhados por um piano suave, guitarra pedal steel e um coro. A letra da canção expressa o sentimento de Mitski de que seu amor é a única coisa que realmente possui ("Nada no mundo me pertence / Mas meu amor, meu, todo meu, todo meu"). Ela pede à Lua que guarde esse amor após sua morte, para que ele possa brilhar de volta para a Terra. Kaelen Bell, do Exclaim!, descreveu a canção como um "lounge sombrio". Marcy Donelson, da AllMusic, caracterizou-a como "sedutoramente lânguida", com "estilos country orquestrados". Brenna Ehrlich, da Rolling Stone, a chamou de um "épico country gótico", uma designação que também foi adotada por Matt Mitchell, da Paste. Christopher J. Lee, do PopMatters, referiu-se a ela como um "número de dança lenta", que retrata o amor como "uma condição social vivida dentro de um contexto mais amplo", contrastando com a abordagem mais isolada de álbuns anteriores. Elle Palmer, da Far Out, também fez esse contraste, descrevendo a canção como "uma visão muito mais calma do amor do que sua discografia havia permitido anteriormente". Marc Abbott, do Under the Radar, comparou o som da música ao de Lana Del Rey.

## Videoclipe
O videoclipe de "My Love Mine All Mine" foi dirigido por AG Rojas e lançado simultaneamente com The Land Is Inhospitable and So Are We. No vídeo, Mitski empilha cadeiras de jantar uma sobre a outra para criar uma torre. Antes de escalar o topo da torre, ela coloca um ovo sob uma das pernas da cadeira na base. Ao chegar ao topo, ela se senta na cadeira escultural, cobre o olho com a mão para imitar a visão através de uma luneta e observa o pôr do sol sobre o oceano. Danielle Chelosky, do Uproxx, descreveu o vídeo como "estranho" e afirmou que ele "transmite a sutil pungência da canção".

## Desempenho comercial
"My Love Mine All Mine" foi descrita como o grande sucesso comercial de Mitski por George Griffiths, do Official Charts. A canção tornou-se a primeira de Mitski a entrar na Billboard Hot 100, estreando na posição 76 da parada em 30 de setembro de 2023. Ela também se tornou a segunda música lançada pela Dead Oceans a aparecer na parada, seguindo o cover de Phoebe Bridgers e Maggie Rogers da canção "Iris", do Goo Goo Dolls, em 2020. Logo, "My Love Mine All Mine" subiu para o top 40 da Billboard, alcançando a 26ª posição no final de outubro. Além disso, a música fez sua estreia no UK Singles Chart na posição 63 com o lançamento de The Land Is Inhospitable and So Are We, chegando à oitava posição em outubro de 2023. A canção obteve ainda mais sucesso em serviços de streaming no México e no Sudeste Asiático, ultrapassando um bilhão de reproduções no Spotify em julho de 2024.

## Recepção da crítica
"My Love Mine All Mine" foi amplamente elogiada pela crítica musical, sendo considerada uma das faixas de destaque de The Land Is Inhospitable and So Are We. Christopher J. Lee, do PopMatters, destacou os vocais de Mitski na canção como "lindos". Lauren O'Neill, do Crack, a chamou de "o doce e terno destaque do álbum", enquanto Mia Hughes, da NME, a descreveu como "a faixa mais impressionante do álbum" e "uma dança lenta maravilhosa". Rho Chung, do The Skinny, considerou "My Love Mine All Mine" o "fulcro" do álbum, elogiando a letra por ser "sempre genuína, nunca enjoativa", e a entrega por sua "cadência gentil e honesta". Alex Hooper, do American Songwriter, fez uma observação semelhante, afirmando que a canção "vai direto ao ponto do disco" e a elogiou como "impressionante". Kaelen Bell, do Exclaim!, chamou a música de "comovente e esperançosa", caracterizando-a como "o tipo de equilíbrio cuidadoso que Mitski aperfeiçoou na última década". Eric Mason, da Slant, considerou "My Love Mine All Mine" um dos "picos emocionais" do álbum, afirmando que suas emoções eram "tão comoventes que o ouvinte pode se convencer de que o amor é uma luz em um mundo escuro". Danielle Chelosky, da Uproxx, descreveu a canção como "tão assombrosa quanto bonita", enquanto Lindsay Zoladz, do The New York Times, a caracterizou como uma "balada quente e exuberantemente atmosférica", que exibia o "calor luminoso" e a "confiança fácil" de The Land Is Inhospitable and So Are We.
"My Love Mine All Mine" foi classificada entre as melhores músicas de 2023 por diversas publicações, incluindo Billboard, The New York Times, NME, Pitchfork e Rolling Stone. Além disso, o ex-presidente dos EUA, 0, incluiu a canção em sua lista de favoritas de 2023.

## Covers e apresentações ao vivo
Clairo postou um cover de "My Love Mine All Mine" em sua conta do Instagram poucos dias após o lançamento da música. Em 2023, Mitski apresentou a canção durante sua turnê internacional em locais intimistas para The Land Is Inhospitable and So Are We, onde foi acompanhada apenas por um violão e um contrabaixo. Em outubro de 2023, ela também fez uma apresentação acústica de "My Love Mine All Mine" para a SiriusXMU, mantendo o mesmo acompanhamento instrumental.

## Tabelas Musicais
| Paradas (2023-2024)                                     | Melhor posição |
| ------------------------------------------------------- | -------------- |
| Austrália Álbuns (ARIA)                                 | 19             |
| Áustria (Ö3 Austria Top 40)                             | 69             |
| Canadá (Canadian Hot 100)                               | 17             |
| República Checa (Singles Digitál Top 100)               | 68             |
| França (SNEP)                                           | 86             |
| Mundo (Billboard Global 200)                            | 12             |
| Greece International (IFPI)                             | 49             |
| Iceland (Tónlistinn)                                    | 32             |
| India International Singles (IMI)                       | 15             |
| Indonesia (Billboard)                                   | 2              |
| Irlanda (IRMA)                                          | 8              |
| Latvia (LAIPA)                                          | 11             |
| Lituânia (AGATA)                                        | 8              |
| Malásia (Billboard)                                     | 2              |
| MENA (IFPI)                                             | 9              |
| Países Baixos (Single Top 100)                          | 59             |
| Países Baixos (Tipparade)                               | 6              |
| Nova Zelândia (Recorded Music NZ)                       | 5              |
| Polish Streaming Top 100)                               | 56             |
| Portugal (AFP)                                          | 43             |
| Philippines (Billboard)                                 | 4              |
| Filipinas (Philippines Hot 100)                         | 83             |
| Arábia Saudita (IFPI)                                   | 20             |
| Singapura (RIAS)                                        | 5              |
| Suécia (Sverigetopplistan)                              | 53             |
| Suíça (Schweizer Hitparade)                             | 33             |
| UAE (IFPI)                                              | 6              |
| Reino Unido (UK Singles Chart)                          | 8              |
| Reino Unido (OCC UK Indie)                              | 1              |
| Estados Unidos (Billboard Hot 100)                      | 26             |
| Estados Unidos (Billboard Hot Rock & Alternative Songs) | 4              |
| Estados Unidos (Billboard Mainstream Top 40)            | 32             |
| Estados Unidos (Billboard Rock Airplay)                 | 32             |
| Vietnã (Vietnam Hot 100)                                | 19             |

| paradas (2023)                              | Posição |
| ------------------------------------------- | ------- |
| US Hot Rock & Alternative Songs (Billboard) | 92      |

| paradas (2024)                              | posição |
| ------------------------------------------- | ------- |
| Canadian Hot 100 (Billboard)                | 51      |
| Global 200 (Billboard)                      | 30      |
| Philippines (Philippines Hot 100)           | 37      |
| US Hot Rock & Alternative Songs (Billboard) | 10      |

## Certificações
| Região                                                       | Certificação | Unidades/vendas |
| ------------------------------------------------------------ | ------------ | --------------- |
| França (SNEP)                                                | Ouro         | 100.000‡        |
| Itália (FIMI)                                                | Ouro         | 50.000‡         |
| Nova Zelândia (RMNZ)                                         | Platina      | 30.000‡         |
| Noruega (IFPI)                                               | Ouro         | 30.000‡         |
| Espanha (Promusicae)                                         | Ouro         | 30.000‡         |
| Reino Unido (BPI)                                            | Platina      | 600.000‡        |
| ‡vendas+valores de streaming baseados apenas na certificação |              |                 |